# Partit Nacional Unionista
El Partit Nacional Unionista fou un partit polític del Sudan fundat el 1953 per participar en les eleccions d'aquell any defensant la posició de la unió amb Egipte defensada pel seu fundador i líder Ismail al-Azhari. Va tenir suport de la secta Khatimiya i del seu cap Sayyid Ali al-Mirghani.
Va guanyar les eleccions del novembre del 1953 amb 51 escons (contra 22 de l'Umma, el Partit Liberal (sudista) amb 9, el Partit Socialista Republicà amb 3, el Front Antiimperialista amb 1, i 11 independents). Al senat també van triomfar els unionistes (22 escons) seguits de l'Umma amb 3, liberals sudistes amb 3, i 2 independents (el governador general designava 20 senadors i el nomenament va recaure en general en personalitats sense afiliació política).
Va formar govern el 6 de gener de 1954. Va portar al Sudan a la independència l'1 de gener de 1956 per ser aquesta la voluntat popular tot i no ser la posició del partit. El juny va patir una escissió i es va fundar el Partit Popular Democràtic Sudanès i el 5 de juliol de 1956 Ismail al-Azhari va perdre una moció de confiança al parlament i va dimitir. El partit va continuar a l'oposició.
El 1967 a casa del patró del partit Sayyid Ali Al-Mirghani es va reunificar amb el Partit Popular Democràtic Sudanès i es va convertir en el Partit Unionista Democràtic Sudanès